# Otec (divadelní hra, Zeller)
Otec (v původním názvu Le Père) je divadelní hra francouzského spisovatele a dramatika Floriana Zellera. Hra byla poprvé uvedena pařížským divadlem Hébertot v roce 2012. Hlavní role ztvárnili Robert Hirsch (André) a Isabelle Gélinas (Anne). Autor hru postavil tak, aby se divák mohl vcítit do kůže člověka, který stárne a jehož zrazuje vlastní paměť.

## Uvedení v češtině
V češtině byla hra uvedena poprvé souborem Městského divadla Kladno 17. října 2015 v Divadle Lampion. Hru do češtiny přeložil Michal Zahálka a režie se ujal Petr Štindl. Hlavní role předvedli Miloslav Maršálek (André) a Alena Štréblová (Anne). Zvláštností bylo, že tento kus byl uveden jako součást inscenace Otec / Matka, která byla složena ze dvou divadelních her Floriana Zellera. Divadlo uvedlo, že plánuje reprízovat jednotlivé inscenace odděleně, společně jen příležitostně. Hra v podání tohoto souboru se dočkala pouze tří repríz.
Počátkem roku 2016 uvedlo hru, tentokrát pod názvem Táta, Slovácké divadlo v Uherském Hradišti. Premiéru mohli diváci vidět 30. ledna 2016 pod režijním vedením Tomáše Pavčíka. Titulní role ztvárnili Vladimír Doskočil (André) a Jaroslava Tihlelková (Anne).
V roce 2017 hru ve stejném překladu nastudoval soubor divadla Rokoko, premiéra se konala 4. listopadu 2017. Hlavních rolí se ujal Jan Vlasák (André) a Veronika Gajerová (Anne), hru režíroval Petr Svojtka, syn zesnulého herce Petra Svojtky.
V roce 2025 hru nastudovalo Městské divadlo Brno. Premiéra se konala v sobotu 5. dubna 2025. Hlavní roli ztvárnil Jan Mazák (André) a Alena Antalová (Anne), hru režíroval Petr Gazdík, který dodal do hry postavu pojmenovanou „On“, která hudebně (na piano) doprovází děj na piáno a nijak nezasahuje do děje.

## Film
Na motivy této divadelní hry byl natočeno francouzské filmové drama Floride (2015) s Jeanem Rochefortem v hlavní roli.
V roce 2020 natočil sám autor a současně režisér, Florian Zeller, film uvedený pod původním názvem The Father s Anthony Hopkinsem v hlavní roli, jenž za svůj výkon získal cenu Oscar za nejlepší mužský herecký výkon v hlavní roli.. Film sám pak získal ocenění za nejlepší adaptovaný scénář.